# Coppa di Turchia 2009-2010 (pallavolo femminile)
La Coppa di Turchia 2009-2010 è stata la 11ª edizione della Coppa di Turchia. La vittoria finale è andata per la prima volta al Fenerbahçe.

## Regolamento
La competizione prevede due fasi: alla prima prendono parte prevalentemente squadre provenienti da categoria minori, divise in quattro gironi; alla seconda fase accedono le prime due classificate di ogni girone, che affrontano le altre squadre della Voleybol 1. Ligi, venendo accoppiate attraverso un sorteggio. Le otto formazioni qualificate prendono parte alla fase finale.

## Squadre partecipanti
| - Ankaragücü - Beşiktaş - Beylikdüzü - Çanakkale - Eczacıbaşı | - Ereğli - Fenerbahçe - Galatasaray - Gazi Üniversitesi - İller Bankası | - Karayolları - Kocaeli BB - Karşıyaka - Nilüfer - Pursaklar | - TED Ankara - Tirebolu - UPS - VakıfBank GS - Yeşilyurt |

## Risultati

### Prima fase

#### Gruppo A
| 9 ottobre 2009 - ore 12:00 Ankara Selim Sırrı Tarcan Spor Salonu, Ankara  | Karşıyaka   | 1 - 3 | Çanakkale   |  |
| 9 ottobre 2009 - ore 14:00 Ankara Selim Sırrı Tarcan Spor Salonu, Ankara  | Pursaklar   | 3 - 0 | Karayolları |  |
| 10 ottobre 2009 - ore 17:00 Ankara Selim Sırrı Tarcan Spor Salonu, Ankara | Karşıyaka   | 3 - 0 | Pursaklar   |  |
| 10 ottobre 2009 - ore 18:30 Ankara Selim Sırrı Tarcan Spor Salonu, Ankara | Karayolları | 3 - 0 | Çanakkale   |  |
| 11 ottobre 2009 - ore 13:00 Ankara Selim Sırrı Tarcan Spor Salonu, Ankara | Çanakkale   | 1 - 3 | Pursaklar   |  |
| 11 ottobre 2009 - ore 16:30 Ankara Selim Sırrı Tarcan Spor Salonu, Ankara | Karayolları | 0 - 3 | Karşıyaka   |  |

| Pos. | Squadra     | Pt | G | V | P | SV | SP |
| ---- | ----------- | -- | - | - | - | -- | -- |
| 1.   | Karşıyaka   | 9  | 3 | 3 | 0 | 9  | 2  |
| 2.   | Pursaklar   | 6  | 3 | 2 | 1 | 6  | 2  |
| 3.   | Karayolları | 3  | 3 | 1 | 2 | 4  | 7  |
| 4.   | Çanakkale   | 0  | 3 | 0 | 3 | 2  | 9  |

#### Gruppo B
| 9 ottobre 2009 - ore 16:00 Ankara Selim Sırrı Tarcan Spor Salonu, Ankara  | İller Bankası | 3 - 0 | Kocaeli BB    |  |
| 9 ottobre 2009 - ore 18:00 Ankara Selim Sırrı Tarcan Spor Salonu, Ankara  | Beylikdüzü    | 0 - 3 | TED Ankara    |  |
| 10 ottobre 2009 - ore 13:00 Ankara Selim Sırrı Tarcan Spor Salonu, Ankara | İller Bankası | 3 - 0 | Beylikdüzü    |  |
| 10 ottobre 2009 - ore 20:00 Ankara Selim Sırrı Tarcan Spor Salonu, Ankara | TED Ankara    | 3 - 0 | Kocaeli BB    |  |
| 11 ottobre 2009 - ore 18:30 Ankara Selim Sırrı Tarcan Spor Salonu, Ankara | Beylikdüzü    | 2 - 3 | Kocaeli BB    |  |
| 11 ottobre 2009 - ore 20:00 Ankara Selim Sırrı Tarcan Spor Salonu, Ankara | TED Ankara    | 0 - 3 | İller Bankası |  |

| Pos. | Squadra       | Pt | G | V | P | SV | SP |
| ---- | ------------- | -- | - | - | - | -- | -- |
| 1.   | İller Bankası | 9  | 3 | 3 | 0 | 9  | 0  |
| 2.   | TED Ankara    | 6  | 3 | 2 | 1 | 6  | 3  |
| 3.   | Beylikdüzü    | 2  | 3 | 1 | 2 | 3  | 8  |
| 4.   | Kocaeli BB    | 1  | 3 | 0 | 3 | 2  | 9  |

#### Gruppo C
| 9 ottobre 2009 - ore 16:00 Burhan Felek Spor Salonu, Istanbul  | Galatasaray       | 3 - 0 | Gazi Üniversitesi |  |
| 9 ottobre 2009 - ore 18:00 Burhan Felek Spor Salonu, Istanbul  | Yeşilyurt         | 3 - 0 | UPS               |  |
| 10 ottobre 2009 - ore 12:00 Burhan Felek Spor Salonu, Istanbul | UPS               | 1 - 3 | Gazi Üniversitesi |  |
| 10 ottobre 2009 - ore 18:00 Burhan Felek Spor Salonu, Istanbul | Galatasaray       | 0 - 3 | Yeşilyurt         |  |
| 11 ottobre 2009 - ore 15:00 Burhan Felek Spor Salonu, Istanbul | Gazi Üniversitesi | 1 - 3 | Yeşilyurt         |  |
| 11 ottobre 2009 - ore 17:00 Burhan Felek Spor Salonu, Istanbul | UPS               | 0 - 3 | Galatasaray       |  |

| Pos. | Squadra           | Pt | G | V | P | SV | SP |
| ---- | ----------------- | -- | - | - | - | -- | -- |
| 1.   | Yeşilyurt         | 9  | 3 | 3 | 0 | 9  | 1  |
| 2.   | Galatasaray       | 6  | 3 | 2 | 1 | 6  | 3  |
| 3.   | Gazi Üniversitesi | 3  | 3 | 1 | 2 | 4  | 7  |
| 4.   | UPS               | 0  | 3 | 0 | 3 | 2  | 9  |

#### Gruppo D
| 9 ottobre 2009 - ore 19:00 Tirebolu Kapalı Spor Salonu, Giresun  | Ankaragücü | 3 - 0 | Tirebolu   |  |
| 10 ottobre 2009 - ore 12:00 Tirebolu Kapalı Spor Salonu, Giresun | Nilüfer    | 0 - 3 | Ankaragücü |  |
| 11 ottobre 2009 - ore 12:00 Tirebolu Kapalı Spor Salonu, Giresun | Tirebolu   | 0 - 3 | Nilüfer    |  |

| Pos. | Squadra    | Pt | G | V | P | SV | SP |
| ---- | ---------- | -- | - | - | - | -- | -- |
| 1.   | Ankaragücü | 6  | 2 | 2 | 0 | 6  | 0  |
| 2.   | Nilüfer    | 3  | 2 | 1 | 1 | 3  | 3  |
| 3.   | Tirebolu   | 0  | 2 | 0 | 2 | 0  | 6  |

### Seconda fase

#### Ottavi di finale
| 11 novembre 2009 - ore 17:00 Pursaklar Spor Salonu, Ankara                 | Pursaklar  | 1 - 3 | Nilüfer       | 23-25, 25-22, 14-25, 19-25       |
| 11 novembre 2009 - ore 16:30 Burhan Felek Spor Salonu, Istanbul            | Beylikdüzü | 0 - 3 | Eczacıbaşı    | 12-25, 11-25, 13-25              |
| 11 novembre 2009 - ore 18:30 Burhan Felek Spor Salonu, Istanbul            | Beşiktaş   | 1 - 3 | VakıfBank GS  | 25-22, 13-25, 18-25, 12-25       |
| 12 novembre 2009 - ore 18:30 Ankara Selim Sırrı Tarcan Spor Salonu, Ankara | Ankaragücü | 3 - 1 | TED Ankara    |                                  |
| 12 novembre 2009 - ore 17:00 Karşıyaka Arena, Smirne                       | Karşıyaka  | 2 - 3 | İller Bankası | 25-22, 23-25, 20-25, 25-22, 8-15 |
| 12 novembre 2009 - ore 13:30 Ereğli Atatürk Spor Salonu, Konya             | Ereğli     | 0 - 3 | Fenerbahçe    | 12-25, 22-25, 13-25              |

### Fase finale
|  | Quarti di finale | Quarti di finale | Quarti di finale | Quarti di finale | Quarti di finale |  |  | Semifinali   | Semifinali   | Semifinali   | Semifinali   | Semifinali   |   |   | Finale     | Finale     | Finale     | Finale | Finale |  |
|  |                  |                  |                  |                  |                  |  |  |              |              |              |              |              |   |   |            |            |            |        |        |  |
|  | Fenerbahçe       | Fenerbahçe       | Fenerbahçe       | 3                | 3                |  |  |              |              |              |              |              |   |   |            |            |            |        |        |  |
|  | Galatasaray      | Galatasaray      | Galatasaray      | 0                | 1                |  |  | Fenerbahçe   | Fenerbahçe   | Fenerbahçe   | 3            | 3            |   |   |            |            |            |        |        |  |
|  | Eczacıbaşı       | Eczacıbaşı       | Eczacıbaşı       | 3                | 3                |  |  | Eczacıbaşı   | Eczacıbaşı   | Eczacıbaşı   | 0            | 0            |   |   |            |            |            |        |        |  |
|  | Ankaragücü       | Ankaragücü       | Ankaragücü       | 0                | 0                |  |  |              |              |              |              |              |   |   | Fenerbahçe | Fenerbahçe | Fenerbahçe | 2      | 3      |  |
|  | İller Bankası    | İller Bankası    | İller Bankası    | 1                | 1                |  |  |              |              | VakıfBank GS | VakıfBank GS | VakıfBank GS | 3 | 2 |            |            |            |        |        |  |
|  | Nilüfer          | Nilüfer          | Nilüfer          | 3                | 3                |  |  | Nilüfer      | Nilüfer      | Nilüfer      | 0            | 0            |   |   |            |            |            |        |        |  |
|  | Yeşilyurt        | Yeşilyurt        | Yeşilyurt        | 0                | 0                |  |  | VakıfBank GS | VakıfBank GS | VakıfBank GS | 3            | 3            |   |   |            |            |            |        |        |  |
|  | VakıfBank GS     | VakıfBank GS     | VakıfBank GS     | 3                | 3                |  |  |              |              |              |              |              |   |   |            |            |            |        |        |  |

#### Quarti di finale

##### Andata
| 23 dicembre 2009 - ore 17:00 Bursa Atatürk Spor Salonu, Bursa   | Nilüfer      | 3 - 1 | İller Bankası | 25-23, 14-25, 28-26, 31-29 |
| 23 dicembre 2009 - ore 16:00 Eczacıbaşı Spor Salonu, Istanbul   | Eczacıbaşı   | 3 - 0 | Ankaragücü    | 25-17, 25-20, 25-17        |
| 23 dicembre 2009 - ore 18:30 Burhan Felek Spor Salonu, Istanbul | Galatasaray  | 3 - 1 | Fenerbahçe    | 19-25, 20-25, 20-25        |
| 24 dicembre 2009 - ore 18:30 Burhan Felek Spor Salonu, Istanbul | VakıfBank GS | 3 - 0 | Yeşilyurt     | 25-12, 25-18, 25-17        |

##### Ritorno
| 20 gennaio 2010 - ore 16:00 Ankara Selim Sırrı Tarcan Spor Salonu, Ankara | İller Bankası | 1 - 3 | Nilüfer      | 19-25, 22-25, 25-22, 23-25 |
| 20 gennaio 2010 - ore 18:30 Ankara Selim Sırrı Tarcan Spor Salonu, Ankara | Ankaragücü    | 0 - 3 | Eczacıbaşı   | 20-25, 18-25, 16-25        |
| 16 marzo 2010 - ore 18:30 Burhan Felek Spor Salonu, Istanbul              | Fenerbahçe    | 3 - 1 | Galatasaray  | 24-26, 25-22, 25-14, 25-25 |
| 9 gennaio 2010 - ore 18:30 Yeşilyurt Spor Salonu, Istanbul                | Yeşilyurt     | 0 - 3 | VakıfBank GS | 14-25, 19-25, 22-25        |

#### Semifinali

##### Andata
| 23 marzo 2010 - ore 18:30 Bursa Atatürk Spor Salonu, Bursa | Nilüfer    | 0 - 3 | VakıfBank GS | 17-25, 18-25, 16-25 |
| 24 marzo 2010 - ore 18:30 Eczacıbaşı Spor Salonu, Istanbul | Eczacıbaşı | 0 - 3 | Fenerbahçe   | 24-26, 24-26, 21-25 |

##### Ritorno
| 7 aprile 2010 - ore 18:30 Burhan Felek Spor Salonu, Istanbul | VakıfBank GS | 3 - 0 | Nilüfer    | 25-19, 25-19, 25-17 |
| 8 aprile 2010 - ore 18:30 Burhan Felek Spor Salonu, Istanbul | Fenerbahçe   | 3 - 0 | Eczacıbaşı | 25-19, 25-9, 25-22  |

#### Finale

##### Andata
| 11 aprile 2010 - ore 20:00 Burhan Felek Spor Salonu, Istanbul | VakıfBank GS | 3 - 2 | Fenerbahçe | 18-25, 16-25, 25-23, 25-23, 15-13 |

##### Ritorno
| 14 aprile 2010 - ore 18:30 Burhan Felek Spor Salonu, Istanbul | Fenerbahçe | 3 - 2 | VakıfBank GS | 25-18, 25-17, 14-25, 24-26, 15-12 15-5 golden set |